# Ковач Микола Миколайович
Ковач Микола (Міклош) Миколайович (8 квітня 1967, Сюрте, Ужгородський район, Закарпатська область, Українська РСР) — український політик, лідер партії угорців України, депутат 3-го скликання Верховної Ради України, депутат Закарпатської обласної ради, голова Товариства угорської культури Закарпаття, старший викладач кафедри історії та суспільних дисциплін.

## Біографія
Народився 8 квітня 1967 року у селі Сюрте, Ужгородського району, Закарпатської області.

### Освіта
У 1991 році закінчив навчання на історичному факультеті Ужгородського державного університету, продовжував здобувати освіту на кафедрі політології наукового університету ім. Лоранда Етвеша, в політичній школі «Кінець століття» і в «The Leadership Institute» (США).

### Діяльність
З 1990 по 1998 рік був депутатом Ужгородської районної ради.
У 1996 році Микола Ковач очолив Товариство угорської культури Закарпаття.
У 1998 році був обраний депутатом Верховної Ради України, де входив до складу груп «Незалежні» липень 1998 року - березень 2000року, та «Солідарність» з березня 2000року. 
Був головою підкомітету з питань корінних народів, національних меншин та етнічних груп Комітету з питань прав людини, національних меншин і міжнаціональних відносин.
Після створення Ради з питань етнонаціональної політики Ковач представляв інтереси національних меншин Закарпаття і зокрема угорців у цьому консультативно-дорадчому органі при Президентові України.

## Висловлювання
На запитання журналіста тижневика «2000» з приводу співпраці угорців та циган на виборах до Верховної Ради України заявив:
| … Це переважно люмпени і кримінальні елементи. Неписьменні, залякані люди. Спиратися на них навіть теоретично неможливо. … Навіть у старі добрі часи, коли звичайного виборця намагалися переконувати, циганські голоси купувалися оптом - політики платили барону, і той гнав громаду на виборчі дільниці. |